# Muntras grotta
Muntras grotta är en klippformation nära Lilla Skarsjön och Silverfallet på fastigheten Tjöstelseröd i Ljungskile. Det är inte en grotta i ordets normala bemärkelse utan mera ett klippöverhäng om ca 10x5 m med en medelhöjd ca 1,5 m. Den är omgiven av mycket hög och grovstammig granskog vilket ger en trolsk stämning och ger området en dragningskraft för skogsvandrare.
Namnet har grottbildningen fått genom att grottan tidvis utgjorde bostad för en kvinna med smeknamn "Muntra" men som hette Anna Britta Hansdotter. Hon levde på Bredfjället i mitten av 1800-talet och dog en kall vinternatt på Kolbengtserödsjöns is, enligt församlingsboken "i hemmet" 4 februari 1893.